# Flughafen Peking-Nanyuan

i7
i11
i13

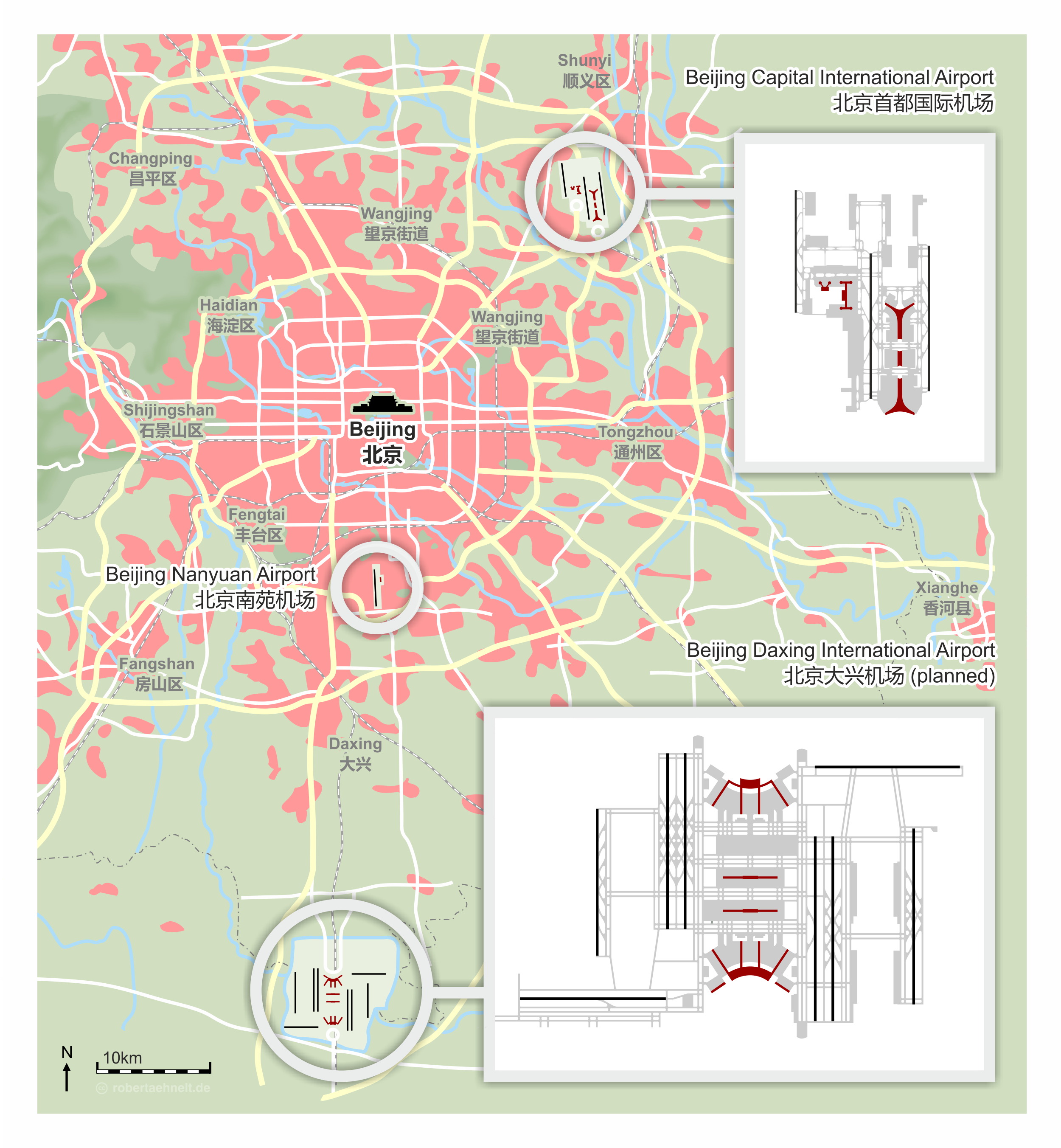
Flughäfen Pekings im Vergleich

Der Flughafen Peking-Nanyuan (chinesisch 北京南苑機場 / 北京南苑机场, Pinyin Beijing Nanyuan Jichang, IATA-Code: NAY, ICAO-Code: ZBNY) war ein sowohl militärisch als auch zivil genutzter Flughafen Chinas und liegt im Süden Pekings, 18 km südlich des Stadtzentrums im Straßenviertel Nanyuan des Stadtbezirks Fengtai. 
Er war der Hauptflughafen der Fluggesellschaft China United Airlines und wurde mit der Eröffnung des neuen Flughafens Peking-Daxing im September 2019 geschlossen.

## Zwischenfälle
- Am 12. Oktober 1945 wurde eine Curtiss C-46F-1-CU Commando der United States Army Air Forces (USAAF) (Luftfahrzeugkennzeichen 44-78591) 25 Kilometer westnordwestlich des Flughafens Peking-Nanyuan in einer Höhe von 340 Metern gegen einen Berg geflogen. Da es am Flugplatz keine Funkfeuer gab, nutzten die Piloten die Sendeantenne eines kommerziellen Radiosenders zur Navigation, die sie dann auch genau trafen und abstürzten. Durch diesen CFIT (Controlled flight into terrain) wurden alle 59 Insassen getötet, vier US-amerikanische Besatzungsmitglieder und 55 Passagiere, alles chinesische Soldaten. Es war der Unfall einer C-46 mit den meisten Todesopfern.[1]